# Aptien
| Systeem                                                                                   | Serie     | Etage         | Ouderdom (Ma) |
| ----------------------------------------------------------------------------------------- | --------- | ------------- | ------------- |
| Paleogeen                                                                                 | Paleoceen | Danien        | jonger        |
| Krijt                                                                                     | Boven     | Maastrichtien | 66,0–72,1     |
| Krijt                                                                                     | Boven     | Campanien     | 72,1–83,6     |
| Krijt                                                                                     | Boven     | Santonien     | 83,6–86,3     |
| Krijt                                                                                     | Boven     | Coniacien     | 86,3–89,8     |
| Krijt                                                                                     | Boven     | Turonien      | 89,8–93,9     |
| Krijt                                                                                     | Boven     | Cenomanien    | 93,9–100,5    |
| Krijt                                                                                     | Onder     | Albien        | 100,5–113,0   |
| Krijt                                                                                     | Onder     | Aptien        | 113,0–125,0   |
| Krijt                                                                                     | Onder     | Barremien     | 125,0–129,4   |
| Krijt                                                                                     | Onder     | Hauterivien   | 129,4–132,9   |
| Krijt                                                                                     | Onder     | Valanginien   | 132,9–139,8   |
| Krijt                                                                                     | Onder     | Berriasien    | 139,8–145,0   |
| Jura                                                                                      | Malm      | Tithonien     | ouder         |
| Indeling van het Krijt volgens de ICS. Cursieve ouderdommen hebben een grote onzekerheid. |           |               |               |

Het Aptien (Vlaanderen: Aptiaan) is een etage in het Onder-Krijt. Het heeft een ouderdom van ongeveer 125,0 tot ongeveer 113,0 Ma. Het volgt na/op het Barremien en na/op het Aptien komt het Albien. Het Aptien wordt soms (regionaal) onderverdeeld in twee sub-etages: Bedoulien en Gargasien.

Anhanguera piscator, een pterosauriër uit de Santanaformatie in Brazilië (ouderdom: Aptien)

## Naamgeving en definitie
Het Aptien werd in 1840 gedefinieerd door de Franse paleontoloog Alcide d'Orbigny (1802 - 1857), die het noemde naar de plaats Apt, in het Franse departement Vaucluse.
De basis van het Aptien wordt gedefinieerd door het begin van magnetische chronozone M0r. De top wordt gedefinieerd door het eerste voorkomen van microfossiel Praediscosphaera columnata. In het bovenste Aptien en onderste Albien zijn in Niger fossiele resten van de enorme krokodil Sarcosuchus imperator gevonden.